# Sonnschienhütte
Die Sonnschienhütte ist eine Schutzhütte der Sektion Austria des Österreichischen Alpenvereins und befindet sich auf der Sonnschienalm am westlichen Ausläufer des Hochschwabs auf 1523 m ü. A.

## Lage
Errichtet wurde die Schutzhütte auf der Sonnschienalm, rund zwei Kilometer südsüdöstlich des Ebensteins und am Nord-Süd-Weitwanderweg 05 sowie am Nordalpenweg 01. Der südliche Talort ist Tragöß und der nördliche Wildalpen. Erreichbar ist sie unter anderem über den Parkplatz beim Grünen See.

## Geschichte
Die Voisthaler (Voitsthaler), eine Wiener Tischgesellschaft des ÖTK und benannt nach einem Tal im Schneeberggebiet (Voisthal), hatten bereits im Jahr 1903 den Bau eines Schutzhauses auf der Sonnschienalm ins Auge gefasst. 1912 wurde mit Reichsritter Alexander von Leuzendorf ein Pachtvertrag abgeschlossen und man begann mit dem Bau der Schutzhütte, die 1914 fertiggestellt war. Wegen des Ersten Weltkriegs erfolgte die Einweihung jedoch erst 1920. In der Zwischenkriegszeit erweiterte man die Schutzhütte und 1957 wurde sie elektrifiziert. 1978 erfolgte eine weitere Vergrößerung bzw. fand ein Zubau statt, der 1981 im Spätherbst abgeschlossen wurde.
Weil das Gebiet im Einzugsgebiet der II. Wiener Hochquellenwasserleitung liegt und es keine adäquate Abwasserentsorgung gab, wurde 1984 die Schließung der Schutzhütte ins Auge gefasst. 1986 einigte man sich mit Unterstützung des Tragößer Bürgermeister zu einer Abwasserleitung ins Tal.
2023 wurde die Sonnschienhütte umfassend saniert und der bestehende Dieselgenerator ersetzt. Stattdessen wurden nicht nur eine Photovoltaikanlage mit Batteriespeicher, sondern auch zwei Elektrolyseure, ein Wasserstoffspeicher und eine Brennstoffzelle installiert. Überschüssiger Solarstrom kann somit zur Erzeugung von Wasserstoff verwendet werden, der gespeichert wird und im Bedarfsfall zur Energieerzeugung zur Verfügung steht. Die Gesamtkosten der Sanierung betrugen rund 1 Million Euro, davon entfielen 150.000 auf die Wasserstoffanlage. Die Sanierung wurde 2024 mit dem Sonderpreis Erneuerbare Energie der Österreichischen Gesellschaft für Umwelt und Technik sowie mit einem Energy Globe Award Österreich ausgezeichnet.

## Zustiege
- Tragöß-Jassing (ein südseitiger Anstieg; Ausgangshöhe 884 m; 2:00 Std. Gehzeit):

Mit dem Auto über Grüner See bis zum Parkplatz Jassing und von dort zu Fuß großteils auf dem Forstweg Russenstraße bis zur Hütte.
- Tragöß-Oberort (ein südseitiger Anstieg; Ausgangshöhe 780 m; 3:00 Std. Gehzeit):

Von Oberort über die Klammhöhe, Klammboden und Plotschboden bis zur Hütte.
- Bodenbauer (ein ostseitiger Anstieg; Ausgangshöhe 884 m; 3:00 Std. Gehzeit):

Mit dem Auto von St. Ilgen bis zum Gehöft Bodenbauer. Anschließend zu Fuß zur Häuselalm (1526 m) und von dort über die Sackwiesenalm und den gleichnamigen See (oder den Plotschboden) zur Sonnschienhütte.
- Eisenerz (ein südwestseitiger Zustieg; Ausgangshöhe 736 m; 5:30 Std. Gehzeit)
- Wildalpen (ein nordseitiger Zustieg; Ausgangshöhe 607 m; 4:00 Std. Gehzeit)

## Übergang zu anderen Hütten

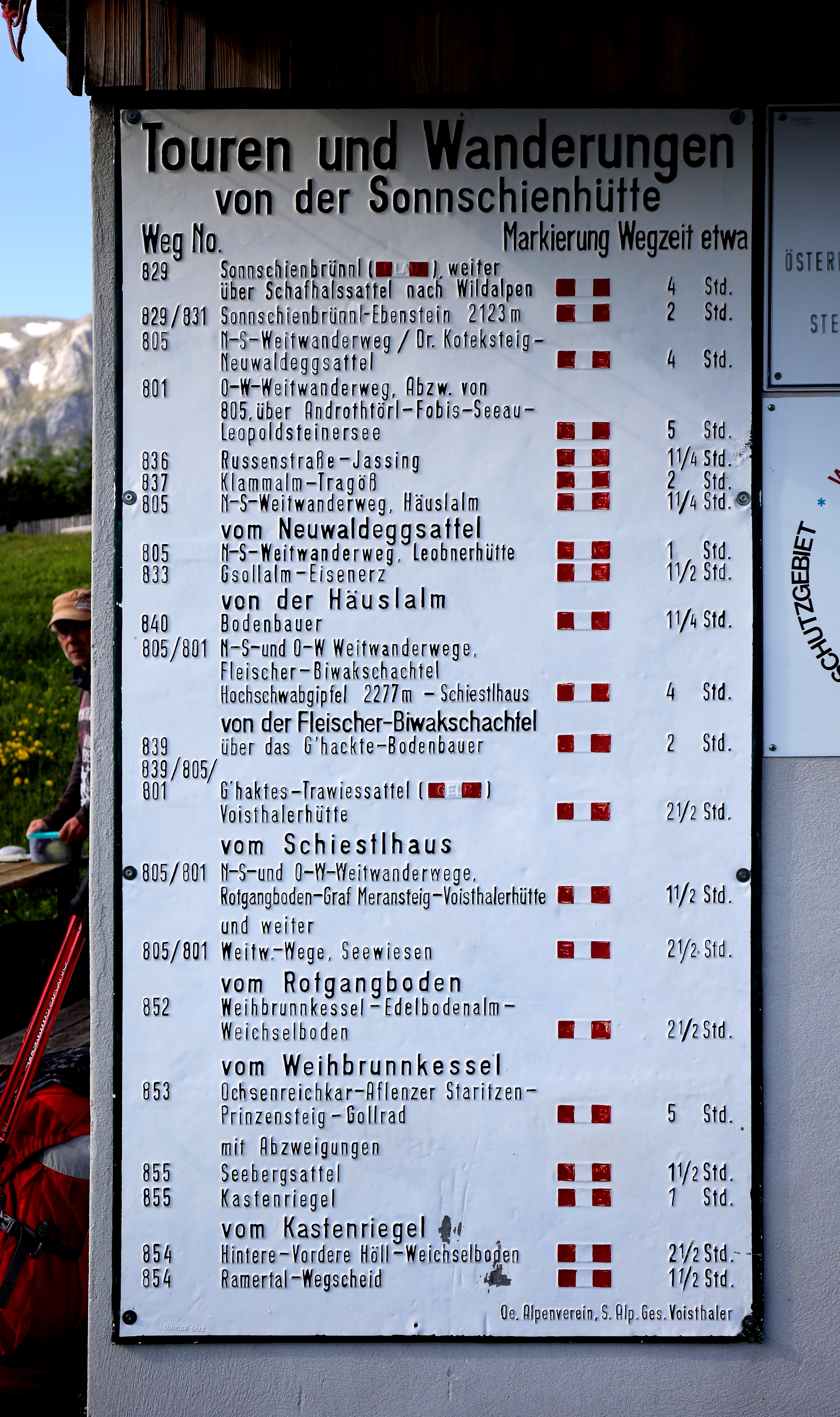
Infotafel bei der Sonnscheinhütte

- Fleischer-Biwak (2153 m; 3:15 Std. Gehzeit), benannt nach Ferdinand Fleischer, der hier mit seinen Kameraden am 12. April 1903 aus dem Leben schied.[3]
- Leobner Hütte (1582 m; 4:00 Std. Gehzeit)
- Voisthaler Hütte (1654 m; 6:00 Std. Gehzeit)
- Schiestlhaus (2153 m; 4:30 Std. Gehzeit)

## Tourenmöglichkeiten
- Ebenstein (nordnordwestlich; 2123 m; 2:50 Std. Gehzeit)
- Brandstein (westnordwestlich; 2003 m; 3:00 Std. Gehzeit)
- Schaufelwand (nordwestlich; 2022 m; 2:30 Std. Gehzeit)
- Großer Griesstein (nördlich; 2023 m; 4:00 Std. Gehzeit)